# Nigrasialeyrodes convexus
Nigrasialeyrodes convexus es un hemíptero de la familia Aleyrodidae, con una subfamilia: Aleyrodinae.
Nigrasialeyrodes convexus fue descrita científicamente por primera vez por Martin & Carver in Martin en 1999.